# Софроний Костурски
Софроний (на гръцки: Σωφρόνιος, Софрониос) е православен духовник, костурски митрополит на Охридската архиепископия от втората половина на XVI век.

## Биография
Управлението на Софроний в Костур е засвидетелствано от 1578 до 1580 година. Споменава се сред ктиторите, обещали да подпомагат до края на живота си манастира „Христос Вседържител Дао“ в Пендели при възстановяването му през последната четвърт на XVI век. Името му е включено в сигилия, издаден от патриарх Йеремия II Константинополски, чието съдържание е включено в издадения патриаршески сигилий на Тимотей II Константинополски от 20 април 1614 година, с който се потвърждава ставропигиалния характер на манастира. Според Г. Ладас Софроний е атинянин по произход. Той публикува коригирания текст на втория сигилий и приема, че първият сигилий ще трябва да е съставен около 1575 - 1576 година, смята Софроний за атинянин по произход и неправилно поставя високото му свещеничество между 1552 и 1563 година. Съвременният научен консенсус приема за период на управление на Софроний на костурската катедра 1578 - 1580 година или което съвпада с края на първото управление на патриарх Йеремия II Коснтантиниополски.